# قعادة

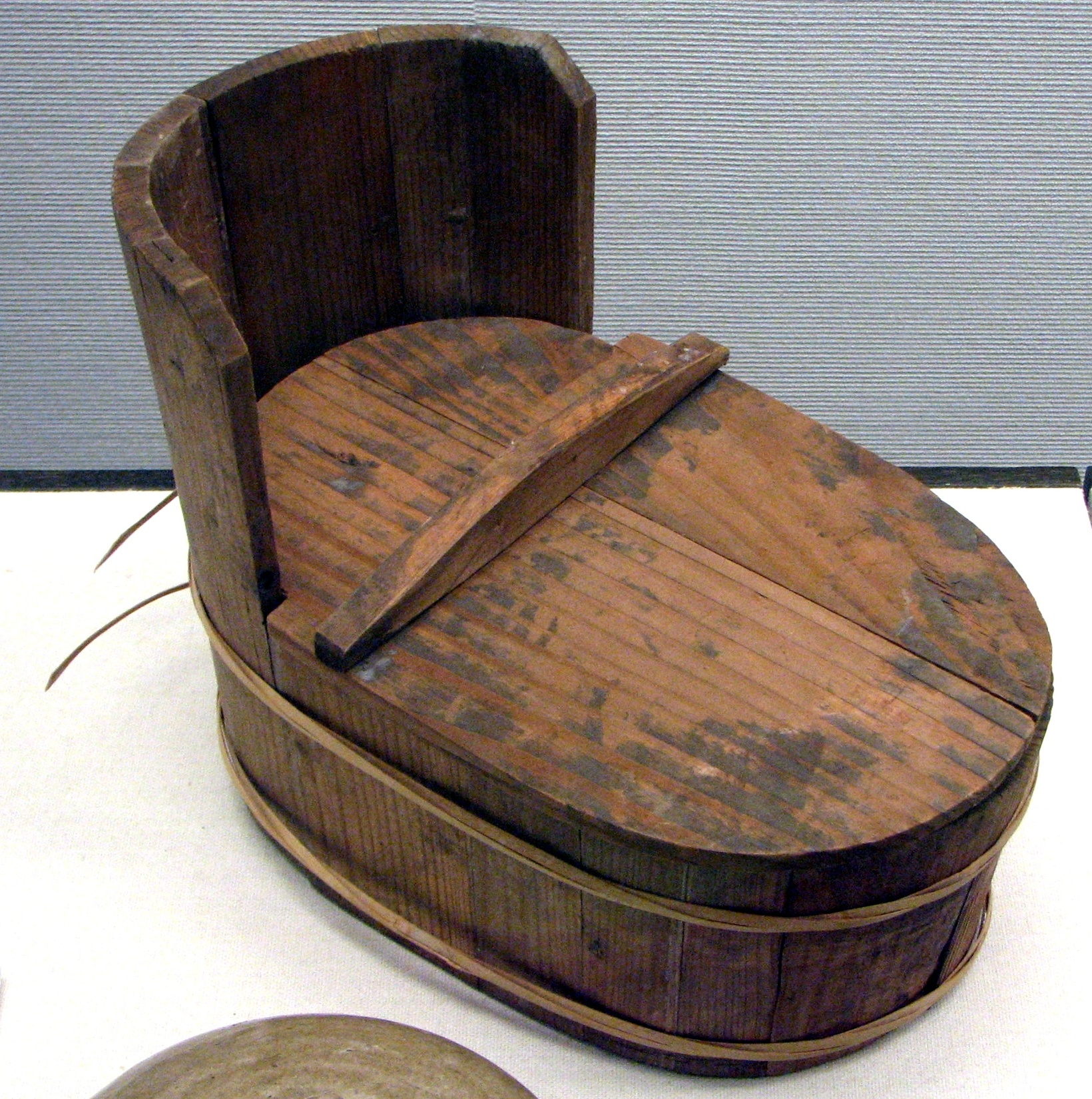
قعادة يايانية تعود لفترة إيدو

القعادة أو النُّونِيَّة المَهْجَعِيَّة هي أداة حوضية توجد بأشكال مختلفة تستعمل لقضاء الحاجة، أي إنها مرحاض متنقل، خصوصا للأطفال والمرضى الذين يصعب عليهم التنقل.

## التاريخ

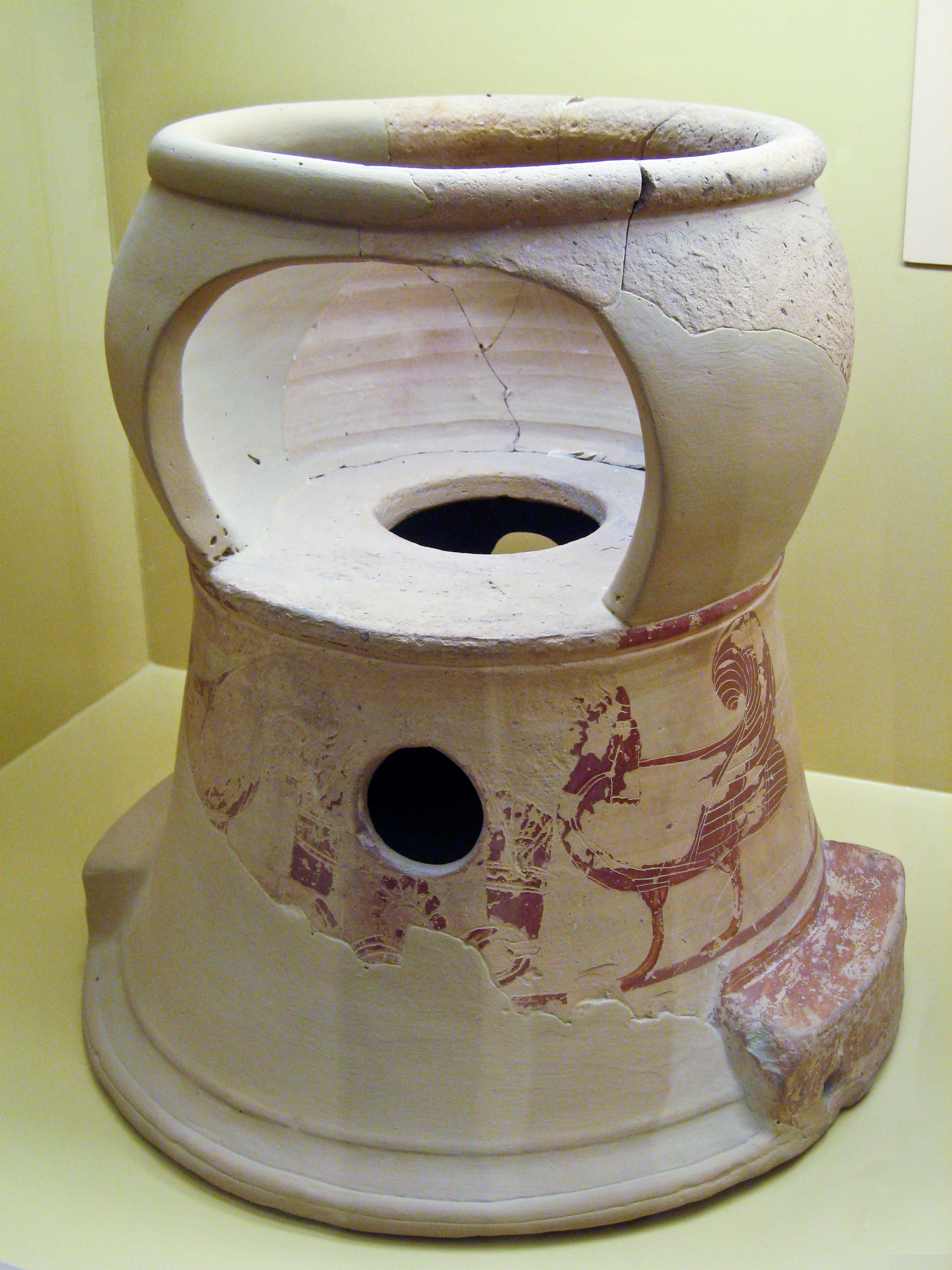
قعادة طفل تعود للقرن السادس قبل الميلاد من اليونان القديمة

استعملت القعادة في اليونان القديمة منذ القرن السادس قبل الميلاد على أقل تقدير، وعرفت بأسماء مختلفة، منها: ἀμίς (أميس), οὐράνη (أورانيه) وοὐρητρίς (أوريتريس، من οὖρον - أورونأي «البول»), σκωραμίς / (سكوراميس), χερνίβιον (تشرنيبيون).
لكن ظهور المراحيض الحديثة أدى إلى التخلي عن استعمال القعادات في القرن التاسع عشر، لكنها استمرت حتى أواسط القرن العشرين. كما أن البديل عن استعمال القعادات كان الخروج إلى المراحيض الخارجية.

## القعادة في العصر الحاضر

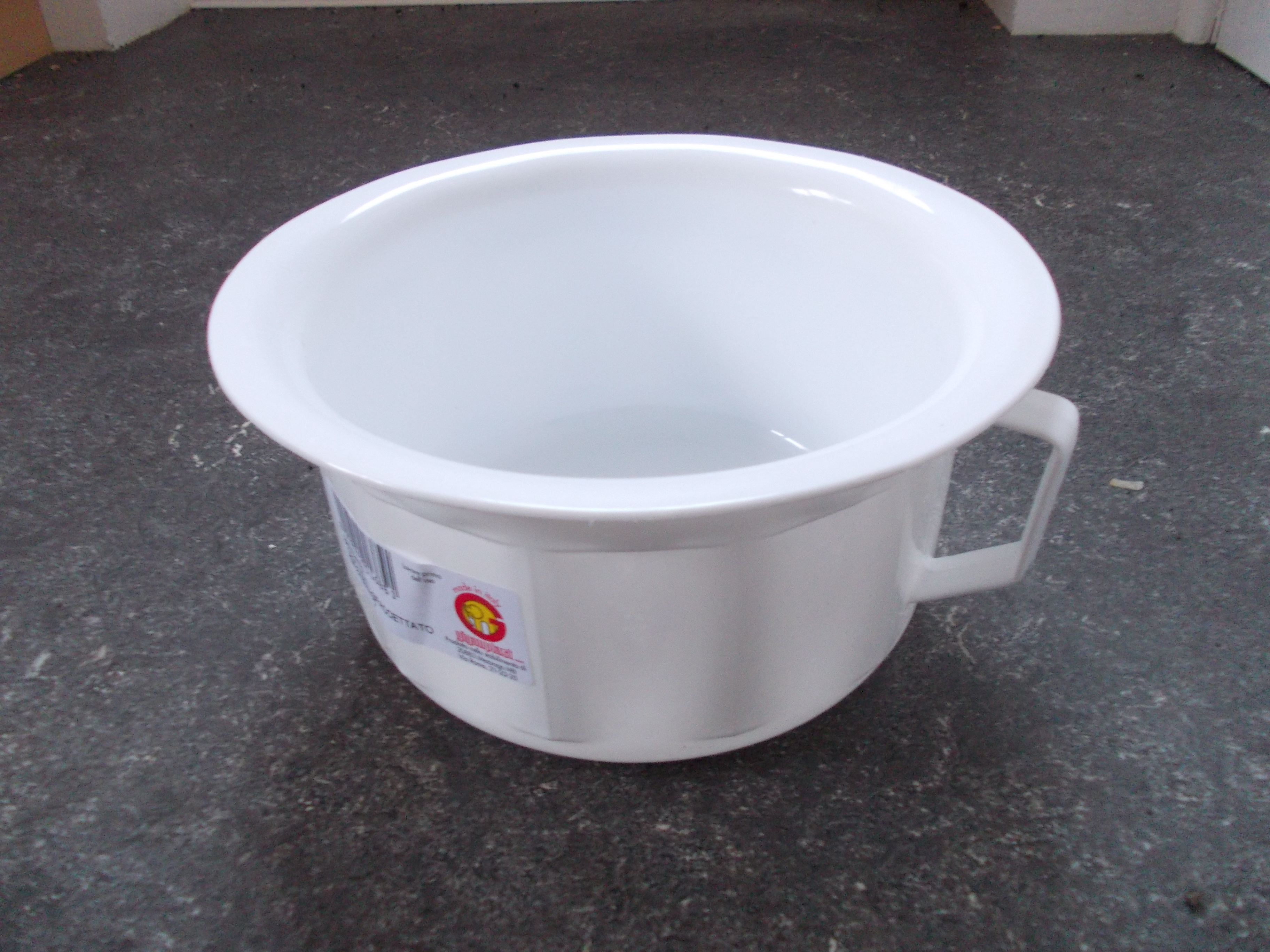
قعادة للبالغين

ما يزال استعمال القعادات في المناطق الريفية في الصين والفلبين وكوريا الشمالية مستمرا.

## قعادات الأطفال

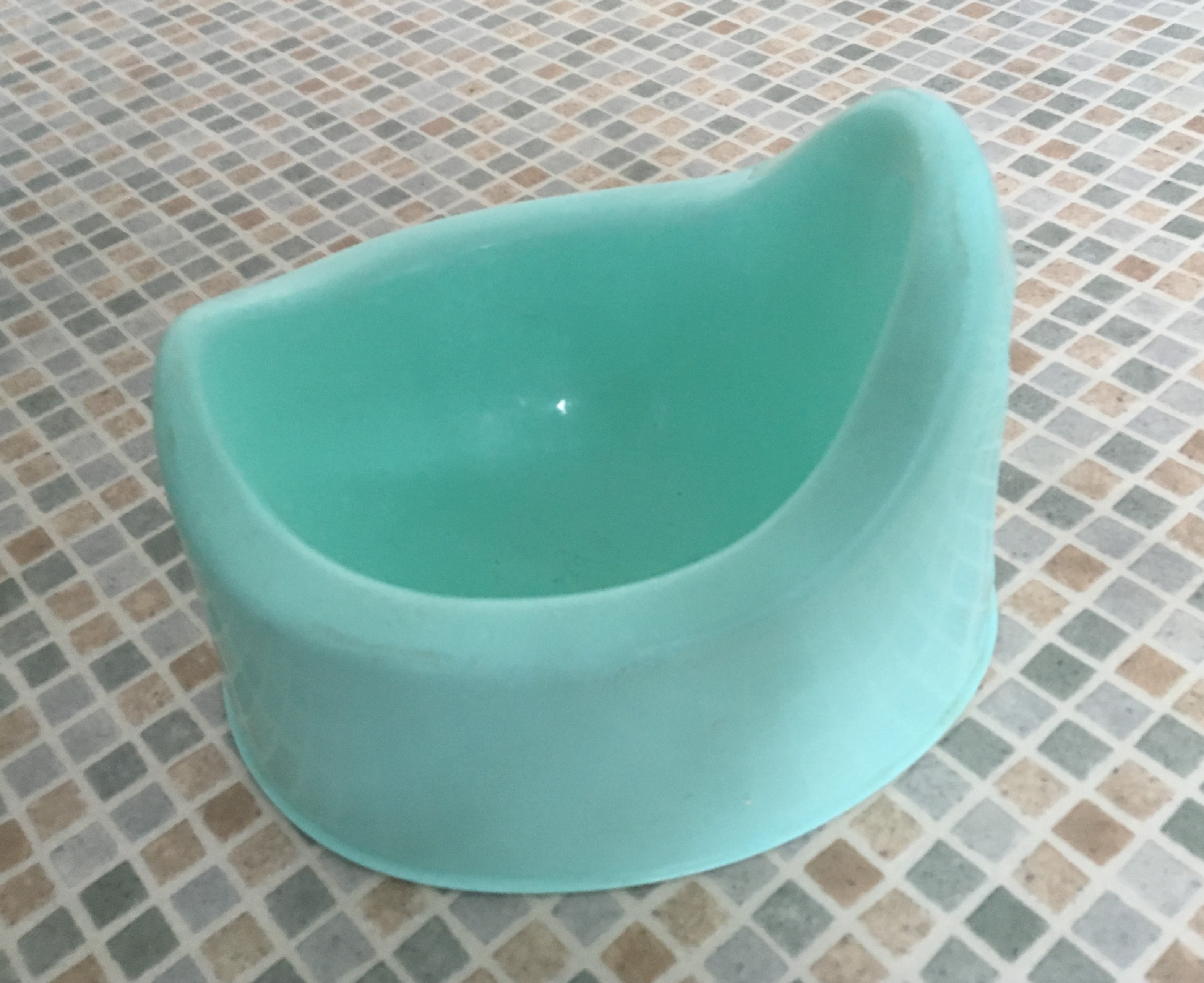
قعادة طفل

تستعمل قعادات الأطفال في تعليم الأطفال على استعمال المراحيض.